# Mujer de la calle (película)
Mujer de la calle es una película de video doméstico mexicana de género drama-cristiano estrenada en 1994, dirigida por Paco del Toro y protagonizada por Patricia Rivera, Miguel Ángel Rodríguez, Diana Torres y Amaranta Ruiz.

## Sinopsis
Consuelo, más conocida como Chelo, es una prostituta que vive en la extrema pobreza y comienza a tener diversas dificultades para poder seguir adelante. Se sumerge en el alcohol y en las drogas y más tarde da a luz a una niña.
Con el paso del tiempo, se dará cuenta que su única salida es la fe en Dios y en la iglesia, aunque no le parezca nada fácil y sencillo.

## Reparto
- Patricia Rivera como Consuelo "Chelo".
- Miguel Ángel Rodríguez como Sergio.
- Diana Torres como Lucy.
- Amaranta Ruiz como Yola.
- Lilian Tapia como Antonia.
- Fernando Vesga como Gustavo.
- Gabriel Chávez como Felipe.
- Susana Contreras como Julia.
- Coni Madera como Sofi.
- Raúl Farías como Don Esteban.
- Alfredo Reyes como Don Camilo.
- Silvia Pineda como la madre de Lucy.
- Belén Paola como Chelo de niña.
- Felipe Méndez como el empleado del hotel.
- Montserrat Davila como la hija de Chelo.